# Girlvana
Girlvana este titlul unei serii de filme porongrafice produse de studioul Zero Tolerance. Titlul este preluat de la Nirvana concepția budhistă a reîncarnării. În serial joacă ca. 20 de actrițe cu roluri de lesbiene cu scene de orgie. Girlvana 3 și 4, au câștigat AVN Award ca "Best All-Girl Release".

## Girlvana
- 2005
- Regie: Wendi Knight
- Actori: Alektra Blue, Alicia Rhodes, Angel Cassidy, Bobbi Eden, Celeste Star, Charlotte Stokely, Charmane Star, Dillan Lauren, Eva Angelina, Jenna Haze, Julia Bond, Karina Kay, Kaylynn, Kirsten Price, Lexxi Tyler, Mackenzie Mack, Nyomi Zen, Ria Lynn, Sammie Rhodes, Teanna Kai

## Girlvana 2
- 2006
- Actori: Angie Savage, Carley Kaleb, Carli Banks, Charlie Laine, Courtney Cummz, Crissy Moran, Darryl Hanah, Dee, Gia Jordan, Jenaveve Jolie, Jenna Presley, Katja Kassin, Lexi Love, Nikki Nievez, Penny Flame, Sammie Rhodes, Sativa Rose, Shyla Stylez, Valerie Vasquez

## Girlvana 3
- 2007
- Actori: Nikki Benz, Audrey Bitoni, Zoe Britton,  Abbey Brooks, Riley Evans, Puma Swede, Tory Lane, Francesca Le, Rebeca Linares, Kelle Marie, Mikayla Mendez, Holly Morgan, Lena Nicole, Amber Rayne, Regan Reece, Annette Schwarz, Stephanie Swift, Franchezca Valentina, Cassie Young
- Premii: 2008 AVN Award - Best All-Girl Release

## Girlvana 4
- 2008
- Actori: Aiden Starr, Alexis Texas, Amber Lynn, Ann Marie, Annabelle Lee, Aubrey Addams, Crissy Moon, Dakoda Brookes, Devi Emmerson, Jenny Hendrix, Joanna Angel, Karlie Montana, Kelly Skyline, Larin Lane, Lisa Ann, Mary Elizabeth, Mary Pearl, Nikki Coxxx, Nina Valentina, Renae Cruz, Roxy Deville, Ryan Keely, Sasha Grey, Scar, Tori Black
- Premii: 2009 AVN Award - Best All-Girl Release

## Girlvana 5
- 2009
- Actori: Monique Alexander, Audrianna Angel, Julia Ann, Amber Ashley, Bridgette B., Charley Chase, Nikki Rhodes, Courtney Cummz, Jackie Daniels, Cherry Ferretti, Melissa Jacobs, Cali Haze, Kylie Ireland, Jayden Jaymes, Georgia Jones, Lux Kassidy, Kim Kennedy, Louisa Lanewood, Kyanna Lee, Kirra Lynne, Madelyn Marie, Skyla Paige, Raylene, Alyssa Reece, Regan Reece, Emy Reyes, Sophia Santi, Taylir Scott, Sarah Vandella, Lexi Stone, Missy Stone, Brynn Tyler, Velicity Von